# Björn Danielsson
Björn Danielsson (* 14. August 1977 in Märsta) ist ein ehemaliger schwedischer Eishockeyspieler und jetziger -trainer.    

## Karriere
Björn Danielsson begann seine Karriere als Eishockeyspieler in seiner Heimatstadt bei den Arlanda Wings, für deren Profimannschaft er von 1994 bis 1999 in der damals noch zweitklassigen Division 1 aktiv war. Nach Einführung der HockeyAllsvenskan als neuer zweiter Spielklasse im schwedischen Eishockey erzielte der Angreifer in der Saison 1999/2000 in 46 Spielen insgesamt 49 Scorerpunkte, darunter 23 Tore, für seine Mannschaft. Daraufhin wechselte er für ein Jahr zu AIK Solna aus der Elitserien, ehe er im Sommer 2001 bei deren Ligarivalen Brynäs IF unterschrieb, für den er bis zu seinem Karriereende 2009 regelmäßig zum Einsatz kam. In der Saison 2009/10 kehrte er noch einmal aufs Eis zurück, absolvierte allerdings nur zwei Spiele für das Team Gävle in der Division 2.
In der Saison 2010/11 war Danielsson als Assistenztrainer beim Zweitligisten IF Sundsvall Hockey tätig. Seit der Saison 2011/12 ist er Assistenztrainer bei den U16-Junioren von Brynäs IF.